# Dynamite (film, 1929)
Pour les articles homonymes, voir Dynamite (homonymie).
Pour plus de détails, voir Fiche technique et Distribution.
Dynamite est un film américain réalisé par Cecil B. DeMille en 1929. Il met en scène Conrad Nagel, Charles Bickford, dont c'est la seconde apparition à l'écran, et Kay Johnson, dont c'est la première : Cecil B. DeMille l'avait repérée dans un théâtre de Los Angeles et venait de la faire signer à la Metro-Goldwyn-Mayer.
Il existe deux versions du film : muet et parlant.
Dynamite valut à Mitchell Leisen d'être cité à l'Oscar de la meilleure direction artistique.

## Synopsis
Pour hériter de son richissime grand-père, Cynthia Crothers (Kay Johnson) doit être mariée le jour de ses vingt-trois ans. Malheureusement, l'homme qu'elle aime, Roger Towne (Conrad Nagel), est déjà marié. Elle adopte donc une solution provisoire : épouser Hagon Derk, un mineur condamné à mort (Charles Bickford), tandis qu'elle paye la femme de Towne (Julia Faye) pour que celle-ci accepte le divorce.
Quand Hagon Derk est innocenté un quart d'heure avant son exécution, la situation devient explosive. La dynamite finira par intervenir lors du dramatique final.

## Fiche technique
- Titre original : Dynamite
- Réalisation : Cecil B. DeMille
- Décors : Mitchell Leisen
- Scénario :  Jeanie Macpherson
- Dialogues : John Howard Lawson (non crédité)
- Photographie : J. Peverell Marley
- Montage : Anne Bauchens
- Musique : William Axt	(non crédité), Arthur Lange	(non crédité)
- Producteur : Cecil B. DeMille
- Société de production : Metro-Goldwyn-Mayer
- Société de distribution : Metro-Goldwyn-Mayer
- Pays de production :  États-Unis
- Format : 35 mm, noir et blanc, muet ou parlant
- Durée : 129 (ou 126 minutes)
- Dates de sortie : 
  - États-Unis : 13 décembre 1929

## Distribution
- Kay Johnson : Cynthia Crothers
- Conrad Nagel : Roger Towne
- Julia Faye : Marcia Towne, sa femme
- Joel McCrea : le petit ami de Marcia Towne
- Charles Bickford : Hagon Derk
- Muriel McCormac : Katie Derk, sa sœur
- Leslie Fenton : criminel
- Barton Hepburn : le véritable assassin
- Fred Walton : Docteur Rawlins
- Mary Gordon : la voisine au magasin
- William Holden

Non crédités :
- Ed Brady
- Clarence Burton
- Carole Lombard
- Randolph Scott

## Autour du film
- Le film a été tourné du 22 janvier 1929 au 13 avril 1929 au Will Rogers State Historic Park, Pacific Palisades à Los Angeles, Californie ainsi qu'aux Metro-Goldwyn-Mayer Studios, à Culver City[réf. souhaitée].